# Археогнати
Археогнатите (Archaeognatha) са разред дребни животни от клас Насекоми (Insecta), единствен в подклас Monocondylia.
Включва около 350 вида безкрили насекоми, разпространени в целия свят. Те са едни от най-древните съществуващи днес насекоми и се отличават с примитивно устройство на челюстите, които имат един кондил, за разлика от по-висшите насекоми с двукондилни челюсти. Археогнатите наподобяват по трите характерни израстъка на опашката четинкоопашатите, с които в миналото са обединявани в един разред.

## Семейства
Подклас Monocondylia
- Разред Archaeognatha – Археогнати
  - Семейство Machilidae
  - Семейство Meinertellidae